# Walther-Verfahren
Beim Walther-Verfahren zur Rauchgasreinigung handelt es sich um ein Verfahren, das sich sowohl zur Entschwefelung als auch zur Entstickung eignet.
Das Verfahren arbeitet nach dem Prinzip der Nasswäsche und verwendet Ammoniaklösung.
In den Wäschern der Entschwefelung fällt nach folgenden Reaktionen Ammoniumsulfat an, das als Düngemittel Verwendung findet:
{\displaystyle {\ce {NH3 + SO2 + H2O <=> NH4HSO3}}}
{\displaystyle {\ce {NH4HSO3 + NH3 <=> (NH4)2SO3}}}
{\displaystyle {\ce {(NH4)2SO3 + 1/2 O2 -> (NH4)2SO4}}}
Analog sollte in einem zweiten Anlagenteil Ammoniumnitrat als Düngemittel bei der Entstickung anfallen. Stickoxid sollte dazu mit Ozon zu Stickstoffdioxid oxidiert werden.
Das Verfahren wurde technisch von der Grevenbroicher Firma Buckau-Walther (westdeutscher Teil der Maschinenfabrik Buckau R. Wolf) ab den 1970er Jahren entwickelt und ab 1979 in einer Pilotanlage am Großkraftwerk Mannheim (GKM) verwirklicht. Dort kam es auch zum ersten großtechnischen Einsatz zur Entschwefelung ab dem Jahr 1983. Die ursprünglich geplante Entstickungsanlage samt Pelletierungsanlage für das produzierte Ammoniumnitrat wurde nie realisiert.
Aufgrund diverser Materialprobleme, fehlendem Ingenieurwissen und der Explosionsgefahr durch das Nebenprodukt Ammoniumnitrat waren mehrfach Stillstände und Nachrüstungen notwendig, um einen Dauerbetrieb zu ermöglichen. Da die Frist, bis zu der Neubaukessel mit Rauchgasentschwefelungen ausgestattet sein mussten, immer näher rückte und es immer wieder zu Betriebsstörungen an der Prototypanlage kam, entschied sich das GKM, eine Kalkwäscheanlage zu errichten und die Waltheranlage anschließend stillzulegen.
Das Absorptionsmittel Ammoniak ist relativ teuer. Eine 1986 veröffentlichte Abschätzung ergab, dass die Erlöse durch den Verkauf der beim Walther-Verfahren entstehenden Düngemittel (Ammoniumsulfat, eventuell auch Ammoniumnitrat) 6 bis 11 % der Investitions- und Betriebskosten ersetzten. Der Vorteil des Walther-Verfahrens, die Entstehung nützlicher und handelbarer Produkte, sei daher nicht der wesentlichste Gesichtspunkt bei der Wahl der Stickoxid-Entfernung.